# Accompagnamento
L'accompagnamento è un disegno musicale, spesso basato su accordi, che funge da sostegno armonico e ritmico della melodia. Può spaziare dai semplici canti folcloristici con accordi di chitarra fino ai più elaborati accompagnamenti orchestrali di un'aria d'opera.
Molti brani musicali raggiungono il loro effetto grazie all'accompagnamento: il primo tema del movimento lento della settima sinfonia di Beethoven consiste per esempio in gran parte nella ripetizione della nota Mi che ottiene il suo senso grazie agli accordi d'accompagnamento.
Esistono due tipi di musica senza accompagnamento: la musica monofonica e la polifonia di voci equivalenti, come la si trova nei mottetti del Rinascimento.

## Accompagnamento semplice da canzone
Sia con la chitarra all'aperto, col pianoforte sotto l'albero di Natale o con la tastiera del coro scolastico: dove si canta, un accompagnamento è sempre il benvenuto; ma quando non ci sono spartiti o simboli degli accordi ciò non è facile ed è consigliabile un po' di conoscenza di teoria musicale.
La maggior parte delle canzoni folcloristiche e per bambini, ma anche molte canzoni della musica leggera, si possono accompagnare con i tre accordi basilari di tonica, dominante e sottodominante.
Le tastiere digitali che offrono accompagnamenti automatici in base agli accordi suonati dal musicista si chiamano arranger.

## L'accompagnamento nel corso della storia della musica

### Prima del 1600
Le prime forme d'accompagnamento erano probabilmente movimenti a percussione nel ritmo delle melodie cantate, che inizialmente erano battuti sul proprio corpo e più avanti su strumenti a percussione. L'estensione musicale si è manifestato quindi soltanto nel senso ritmico, fatto mantenuto anche quando si sono sviluppati strumenti melodici più evoluti. Nella musica antica e di altre culture (per esempio fino ad oggi nell'opera cinese) l'accompagnamento strumentale d'una canzone consisteva praticamente nel suonare la stessa melodia più o meno ornamentata.
Il termine accompagnamento nel senso odierno poteva quindi nascere solo grazie allo sviluppo della polifonia. Anche delle forme che la anticipavano come l'antifona, responsorio, canone non distinguevano ancora tra canto ed accompagnamento. Solo con la creazione dell'organum, in modo particolare della versione provenzale, nel quale il controcanto è enfatizzato da ornamenti melismatici si può parlare dell'emancipazione del canto principale e della sottomissione delle altre melodie all'accompagnamento.
Ma anche la musica del Rinascimento con  la sua polifonia rigida non possiede univocamente un canto principale ed un accompagnamento. Più tardi con l'entrata nella musica barocca questa distinzione è possibile.

### Basso continuo
Nella musica barocca si usava soprattutto il basso continuo per accompagnare strumenti solistici nelle sonate o arie. Il basso continuo aveva però anche nell'orchestra il suo posto fisso e serviva come base dell'armonia che naturalmente era supportata anche da altri strumenti. Nel tipico concerto barocco di tipo italiano (Vivaldi) i passaggi dello strumento solista sono accompagnati soltanto dal basso continuo mentre gli intermezzi (ritornelli) erano suonati da tutta l'orchestra (senza solisti).

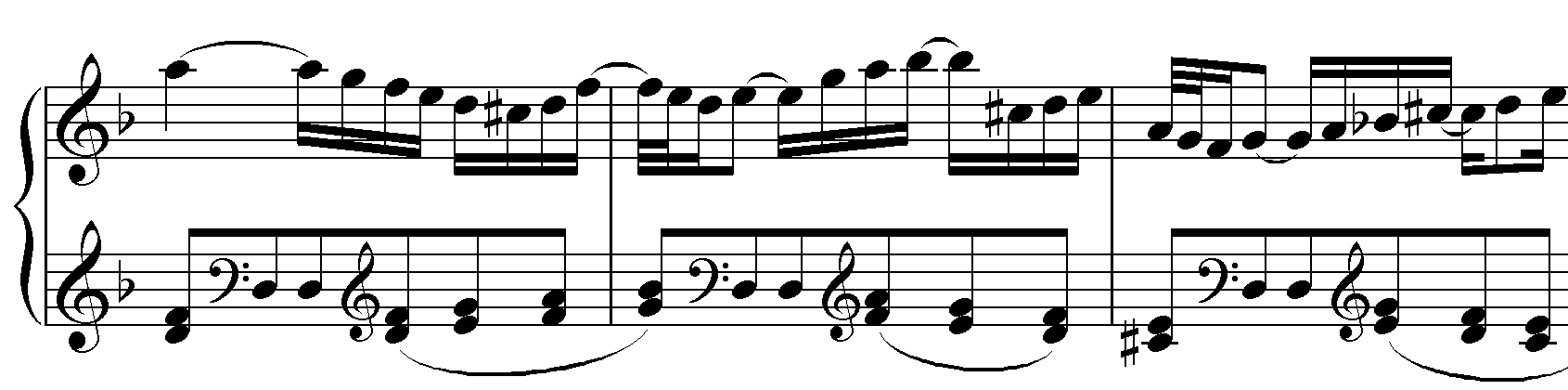
Ostinato nel Concerto Italiano

Nella musica dei maestri barocchi si trovano varie forme e tecniche per l'accompagnamento del canto principale in parte anche senza il basso continuo come per esempio nella "Sonata per 4 violini senza b.c." di Telemann. Per Johann Sebastian Bach ci sono due forme tipiche:
Da un lato usa spesso Ostinati dei motivi musicali semplici sui quali si sviluppano lunghe melodie come nei movimenti centrali dei concerti per violino e del qui rappresentato Concerto Italiano.

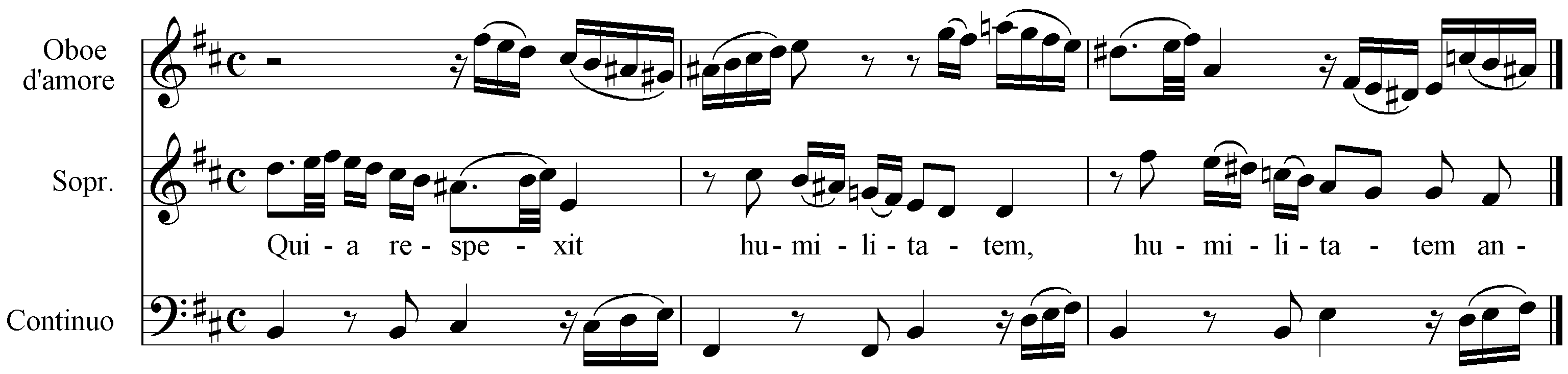
Accompagnamento polifonico nell'aria Quia respexit di Bach

Dall'altro lato ci sono strutture polifoniche raffinate dove accompagnamento e canto attraversano diverse melodie principali sostituendosi. Questo si trova spesso in arie con strumenti solistici obbligati nelle cantate e passioni. La rappresentazione mostra un ritaglio del Magnificat dove soprano e Oboe d'amore si dividono il canto principale.

### Accompagnamento obbligato
Nella seconda metà del Settecento l'importanza del Basso continuo diminuiva ed i compositori iniziavano a strumentare ed annotare precisamente l'accompagnamento delle loro opere. Questo Accompagnamento obbligato era indirizzato contro la libertà della strumentazione del basso continuo e contro la libertà nell'esecuzione e negli ornamenti dell'accompagnamento. Nel periodo classico non c'era più spazio per improvvisazioni permesse o meglio richieste come nel barocco, che sono stati indispensabili per lo sviluppo dell'opera lirica o del Lied.

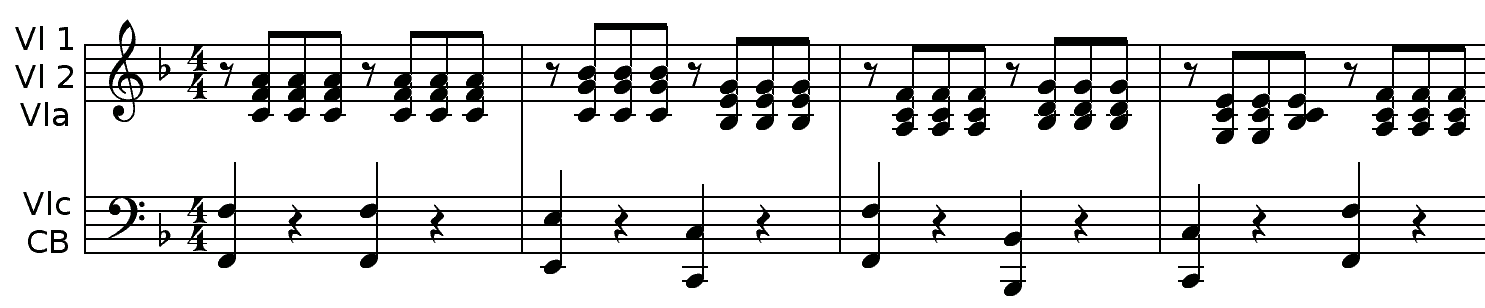
Struttura d'accompagnamento da Mozart

Spesso l'accompagnamento obbligato era stato migliorato a partire dalla tecnica barocca, ma qualche volta i maestri usavano regole semplici d'accompagnamento. Un esempio tipico sono gli accompagnamento in 4/4 negli archi che si trovano in molti concerti ed arie di Mozart: in battere sull'uno e tre i violoncelli e contrabbassi suonano la nota base mentre le crome successive erano suonate ad accordi dai violini e le viole.  MIDI: Accompagnamento-Mozart
Il basso albertino (dal nome di Domenico Alberti, che ne fece largo uso) nasce come uno dei presupposti della forma-sonata, nel periodo dell'età galante. Nato per accompagnamenti clavicembalistici, è caratterizzato dall'arpeggio del basso della mano sinistra e non dall'impronta dell'accordo, alleggerendo la forma armonica a beneficio della parte tematica.

### Lied ed opera lirica
Già nelle prime opere liriche di Claudio Monteverdi si mostra che il contenuto emozionale d'una melodia ed il suo contenuto testuale può essere amplificato da un accompagnamento adatto. Con passaggi cromatici, accordi a fanfare o dei tremoli l'opera lirica del barocco esprime tristezza, trionfo o paura.
Mozart nelle sue opere liriche fa un passo avanti e svela anche i pensieri ed emozioni non detti dei suoi caratteri con sottili accompagnamenti: nella sua opera tragicomica Così fan tutte esiste a fianco al livello superficiale del testo anche un mondo di emozioni espresse dall'accompagnamento, che non sempre coincide con le affermazioni cantate delle persone. Nella scena della morte di Don Giovanni, nell'opera omonima, se di fronte alla presenza della statua del Commendatore ostenta sicurezza, è l'accompagnamento in sincope dei violini a rivelarci la sua agitazione.
Nel Lied l'"accompagnamento psicologico“, già accennato da Haydn e Mozart, è stato perfezionato da Schubert che riesce a portare l'ascoltatore nell'umore della poesia musicata con poche battute d'introduzione del pianoforte (Der Lindenbaum) oppure a sciogliere tensioni create dal testo con un postludio (Frühlingstraum). Schumann, Brahms e Wolf hanno proseguito questa tradizione.
Nell'opera italiana il canto è tradizionalmente accompagnato con la massima semplicità, da accordi ribattuti o, nei momenti più lirici, da arpeggi larghi di sestine, terzine o quartine, quasi a mo' di chitarra. Esso diviene allora, specie con Vincenzo Bellini e Gaetano Donizetti, il supporto metrico, il respiro musicale di fondo su cui il canto si distende e si dipana in tutta la sua limpidezza.
Con lo sviluppo del Leitmotiv come elemento principale per la creazione del tessuto orchestrale nell'opera lirica compositori come Richard Wagner e Richard Strauss hanno avuto a disposizione uno strumento potente con cui non solo i personaggi sul palco esprimono le loro motivazioni ma anche personaggi assenti possono essere richiamati: Quando per esempio alla fine de Il Cavaliere della Rosa la Marescialla parla degli uomini, in generale, l'ascoltatore percepisce che intende specialmente Octavian perché risuona il suo Leitmotiv. A questo punto tuttavia la trama orchestrale guida il discorso musicale e il percorso melodico assai più della linea vocale, cosicché è difficile parlare ancora di accompagnamento in senso stretto.

### Balli e musica leggera

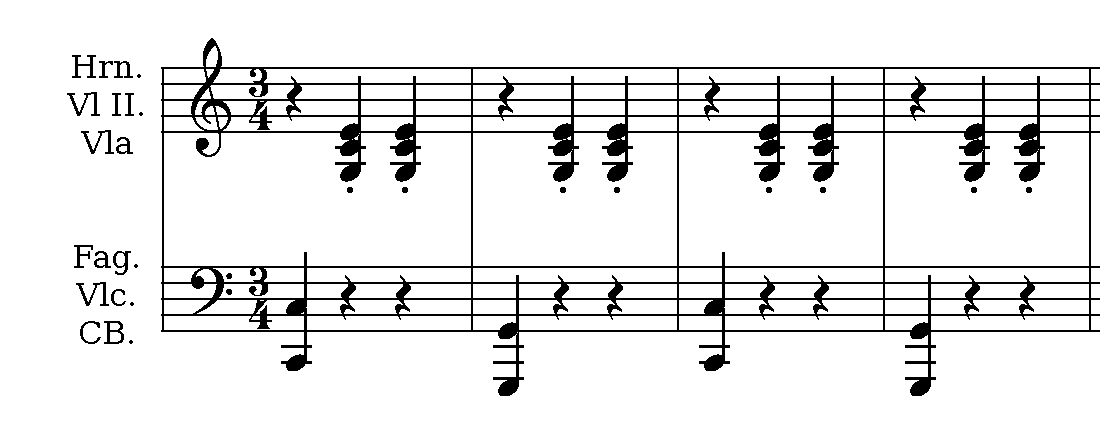
Accompagnamento di Valzer

I ballerini del barocco distinguevano le singole forme di ballo dal tempo, dai ritmi tipici nella melodia o semplicemente dalla sequenza nella suite. Anche il minuetto del periodo classico ha come caratteristica il ritmo a 3/4, il tempo adagio e la forma A-B-A, ma non ha l'accompagnamento tipico.
Solo nel valzer viennese l'accompagnamento caratteristico con la nota bassa all'inizio della battuta seguita da due gruppetti di chiusura di strumenti più alti diventa l'elemento formante del suono. Questa struttura letteralmente um-pa-pa è presente anche in alcune danze popolari ma ora diventa la caratteristica primaria di riconoscimento del ballo.  MIDI: Accompagnamento di Valzer

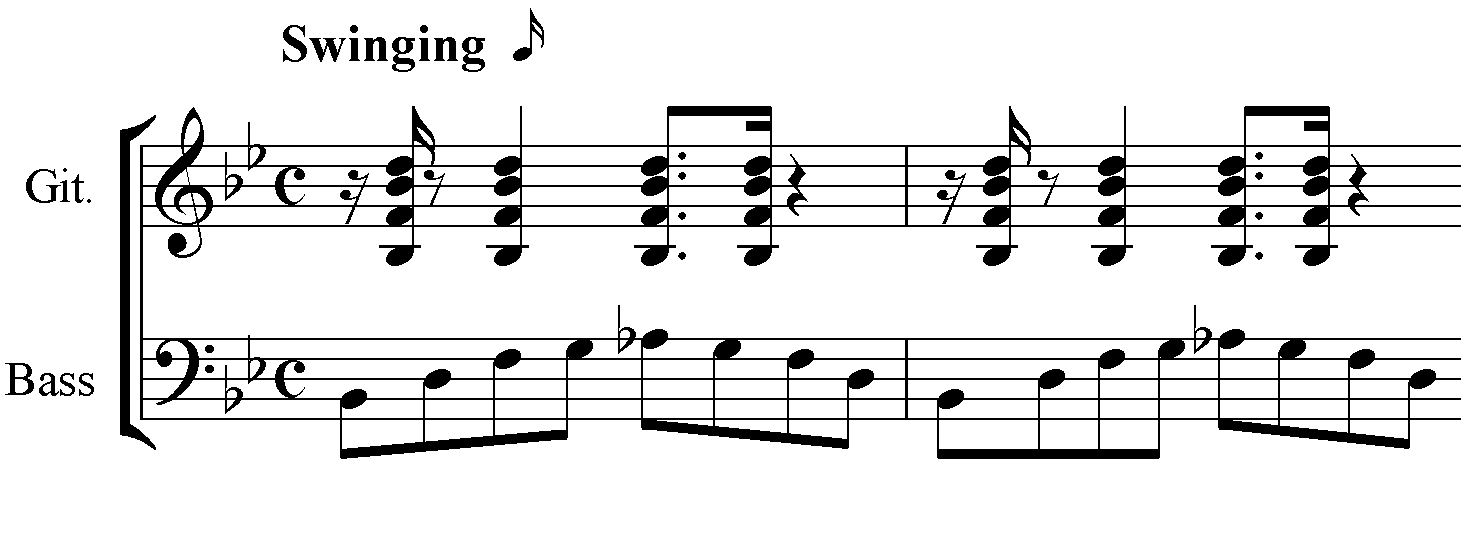
Accompagnamento di Rock'n'Roll

Come il valzer anche la polka si riconosce facilmente dal accompagnamento dove si alternano note basse con alti gruppetti di chiusura al ritmo di crome. Lo stesso vale per la maggior parte delle altre danze del XIX secolo.
Anche gli stili della musica leggera del XX secolo si possono distinguere in prima linea dal loro accompagnamento: ritmi tipici, armonie caratteristiche e gli strumenti permettono all'ascoltatore di associare anche un pezzo sconosciuto ad un genere. La musica Rock'n'Roll per esempio si riconosce dall'accordo in settima arpeggiato dal contrabbasso pizzicato e dallo swing negli altri strumenti:  MIDI: pezzo di Rock'n'Roll

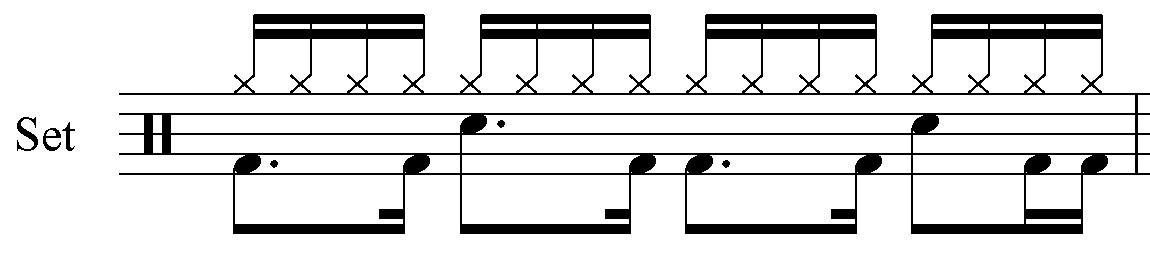
Batteria nel Rap

Altri esempi sono i brevi colpi di chitarra "stoppati" del Reggae o i passaggi virtuosi del basso elettrico nel Funk. Nel Rap in cui cantilena parlata melodia ed armonia hanno un ruolo inferiore l'accompagnamento tipico è una figura puramente ritmica:  MIDI: Batteria Rap
Nel Jazz l'accompagnamento normalmente è suonato dal gruppo ritmico che può consistere in batteria, contrabbasso, pianoforte od altri strumenti. Ma anche qui spesso singoli musicisti si staccano temporaneamente dal gruppo in modo solistico. Più raramente e principalmente in arrangiamenti di Big Band anche ad altri strumenti Jazz è affidato l'accompagnamento.

## Accompagnatori e solisti
Attraverso le varie fasi della storia della musica si nota un certo distacco tra i musicisti degli strumenti di melodia ed i loro accompagnatori. Gli ultimi non sono mai esposti come i solisti anche se la loro funzione è indispensabile, e spesso i virtuosi solisti sorridono alle spalle degli accompagnatori. Musicisti di musica classica amano le barzellette sui violisti o sui contrabbassisti; nel Jazz si fanno dispetti ai chitarristi.
Molti musicisti e teorici hanno pensato a come dovrebbe essere un bravo accompagnatore. Johann Joachim Quantz nel Saggio sul metodo per imparare a suonare il flauto traverso dedicò un intero capitolo ai "doveri di tutti gli strumentisti accompagnatori", dove tra l'altro scrisse:
Nel Metodo per imparare a suonare il violino, Leopold Mozart descrive le qualità che un accompagnatore deve avere:
Oggi la responsabilità dell'esecuzione è affidata piuttosto al direttore che ai singoli musicisti e si può osservare che certi maestri accompagnano volentieri dei solisti mentre altri preferiscono suonare solo con l'orchestra.
Impegnativo è anche il compito dell'accompagnatore di Lied, che da un lato deve saper risolvere la scrittura pianistica elaborata di Schubert o Wolf ma dall'altro lato deve sempre saper ascoltare il cantante, limitarsi nel volume e seguire tempi adatti al canto. Maestri di questo genere sono stati per esempio Gerald Moore e Erik Werba.

## Suggerimenti per l'ascolto
Può essere un'esperienza per ogni amante della musica concentrarsi sull'accompagnamento durante l'ascolto. Principalmente si presta naturalmente ogni pezzo, ma alcune opere dei generi e compositori si consigliano:
- Barocco: I concerti di Antonio Vivaldi e di Johann Sebastian Bach
- Opera lirica: Le nozze di Figaro di Wolfgang Amadeus Mozart, Il barbiere di Siviglia di Gioachino Rossini, Norma di Vincenzo Bellini, Rosenkavalier di Richard Strauss
- Musica per pianoforte: Notturni e Mazurke di Fryderyk Chopin
- Pop: The Beatles: The White Album